# Arcieparchia di Făgăraș e Alba Iulia
L'arcieparchia di Făgăraș e Alba Iulia (in latino Archieparchia Fagarasiensis et Albae Iuliensis Romenorum) è una sede metropolitana della Chiesa greco-cattolica rumena. Nel 2021 contava 199.360 battezzati. È retta dall'arcivescovo maggiore cardinale Lucian Mureșan.

## Territorio
L'arcieparchia estende la sua giurisdizione sui fedeli cattolici di rito bizantino che risiedono in Transilvania, ad eccezione della parte nord-occidentale e del distretto di Hunedoara, e nella Moldavia romena.
Sede arcieparchiale è la città di Blaj, dove si trova la cattedrale della Santissima Trinità.
Il territorio è suddiviso in 429 parrocchie.

## Storia
Dopo la ratifica dell'Unione con Roma degli ortodossi della Transilvania (7 maggio 1700), papa Innocenzo XIII istituì il 18 maggio 1721 con la bolla Rationi congruit una diocesi per gli "uniti di Transilvania" con sede a Făgăraș.
Nel 1737 la sede fu trasferita a Blaj, mantenendo però il titolo di Făgăraș.
Il 26 novembre 1853 con la bolla Ecclesiam Christi di papa Pio IX la diocesi fu elevata al rango di arcieparchia metropolitana. Contemporaneamente cedette una porzione del suo territorio a vantaggio dell'erezione dell'eparchia di Lugoj. Il 19 dicembre dello stesso anno cedette un'altra porzione di territorio a vantaggio dell'erezione dell'eparchia di Gherla (oggi eparchia di Cluj-Gherla).
L'8 giugno 1912 cedette le parrocchie di lingua ungherese a vantaggio dell'erezione dell'eparchia di Hajdúdorog.
Il 5 giugno 1930 cedette ancora una porzione di territorio a vantaggio dell'erezione dell'eparchia di Maramureș.
Il 9 aprile 1934 incorporò 35 parrocchie che erano appartenute all'eparchia di Hajdúdorog.
Il 14 dicembre 2005 con la bolla Ad totius Dominici papa Benedetto XVI ha elevato la Chiesa greco-cattolica rumena alla dignità di Chiesa arcivescovile maggiore e contestualmente l'arcieparchia di Făgăraș e Alba Iulia è divenuta la sede propria dell'arcivescovo maggiore.
Il 29 maggio 2014 ha ceduto una porzione di territorio a vantaggio dell'erezione dell'eparchia di San Basilio Magno di Bucarest.

## Cronotassi dei vescovi
Si omettono i periodi di sede vacante non superiori ai 2 anni o non storicamente accertati.
- Ioannes Nemes de Pataky, O.S.B.M. † (15 giugno 1721 - 29 ottobre 1727 deceduto)
  - Sede vacante (1727-1730)
- Ioan Inocențiu Micu Klein, O.S.B.M. † (11 settembre 1730 - 7 maggio 1751 dimesso)
- Petru Pavel Aron, O.S.B.M. † (28 febbraio 1752 - 27 gennaio 1764 deceduto)
- Atanasie Rednic, O.S.B.M. † (22 aprile 1765 - 2 maggio 1772 deceduto)
- Grigore Maior, O.S.B.M. † (8 marzo 1773 - 22 settembre 1783 dimesso)
- Ioan Babb † (15 dicembre 1783 - 2 ottobre 1830 deceduto)
  - Sede vacante (1830-1833)
- Ioan Lemeni † (15 aprile 1833 - marzo 1850 dimesso)
- Alexandru Șterca Șuluțiu † (17 febbraio 1851 - 7 settembre 1867 deceduto)
- Ioan Vancea † (21 dicembre 1868 - 31 luglio 1892 deceduto)
  - Sede vacante (1892-1895)
- Victor Mihaly de Apșa † (18 marzo 1895 - 21 gennaio 1918 deceduto)
- Vasile Suciu † (9 agosto 1919 - 25 gennaio 1935 deceduto)
- Alexandru Nicolescu † (29 agosto 1936 - 5 giugno 1941 deceduto)
  - Sede vacante (1941-1990)[2]
- Alexandru Todea † (14 marzo 1990 - 4 luglio 1994 ritirato)
- Lucian Mureșan, dal 4 luglio 1994

## Statistiche
L'arcieparchia nel 2021 contava 199.360 battezzati.
| anno | popolazione | popolazione | popolazione | presbiteri | presbiteri | presbiteri | presbiteri                | diaconi | religiosi | religiosi | parrocchie |
| anno | battezzati  | totale      | %           | numero     | secolari   | regolari   | battezzati per presbitero | diaconi | uomini    | donne     | parrocchie |
| ---- | ----------- | ----------- | ----------- | ---------- | ---------- | ---------- | ------------------------- | ------- | --------- | --------- | ---------- |
| 1948 | 412.486     | 17.000.000  | 2,4         | 655        | 647        | 8          | 629                       |         |           | 173       | 606        |
| 1999 | 362.000     | ?           | ?           | 196        | 189        | 7          | 1.846                     | 1       | 10        | 130       | 624        |
| 2000 | 360.000     | ?           | ?           | 205        | 197        | 8          | 1.756                     | 1       | 11        | 157       | 175        |
| 2001 | 360.000     | ?           | ?           | 217        | 210        | 7          | 1.658                     | 2       | 12        | 164       | 624        |
| 2002 | 360.000     | ?           | ?           | 231        | 222        | 9          | 1.558                     | 2       | 13        | 170       | 184        |
| 2003 | 358.000     | ?           | ?           | 226        | 219        | 7          | 1.584                     |         | 10        | 170       | 184        |
| 2004 | 350.000     | ?           | ?           | 220        | 215        | 5          | 1.590                     |         | 7         | 155       | 189        |
| 2006 | 367.000     | ?           | ?           | 212        | 212        | 5          | 1.731                     |         | 6         | 160       | 624        |
| 2009 | 289.000     | ?           | ?           | 216        | 211        | 5          | 1.337                     |         | 6         | 158       | 624        |
| 2013 | 216.000     | ?           | ?           | 212        | 208        | 4          | 1.018                     |         | 4         | 168       | 624        |
| 2016 | 202.000     | ?           | ?           | 195        | 192        | 3          | 1.035                     |         | 5         | 168       | 581        |
| 2019 | 201.000     | ?           | ?           | 213        | 210        | 3          | 943                       |         | 5         | 168       | 581        |
| 2021 | 199.360     | ?           | ?           | 169        | 167        | 2          | 1.179                     | 1       | 2         | 21        | 429        |